# Yelmer Buurman
Yelmer Evert Frans Buurman (Ubbergen, Güeldres; 19 de febrero de 1987) es un piloto de automovilismo neerlandés. Resultó cuarto en la Blancpain Endurance Series en 2013, y quinto en el Campeonato FIA GT en 2012. Además de lograr victorias en dichas categorías, también ganó varias carreras en la Superleague Fórmula, y fue segundo en las 24 Horas de Nürburgring de 2013.

## Carrera
Buurman comenzó su trayectoria deportiva en el karting. En 2002 hizo su debut en las carreras de monoplazas, en la Fórmula König, finalizando 20º en el campeonato. Entre 2003 y 2005 disputó varios campeonatos de la Fórmula Renault 2.0, compitiendo en las series británica, holandesa, europea y americana durante ese periodo. Finalizó cuarto en la serie británica en 2005 y tercero en la holandesa en 2003.
En 2006, compitió en la Fórmula 3 Británica con el equipo Fortec. Obtuvo 2 victorias y 5 podios de forma que finalizó cuarto en el campeonato. Después de disputar cuatro carreras en ese año para Fortec en la temporada 2006 de Fórmula 3 Euroseries, en 2007 pasó al equipo Manor Motorsport, logró tres podios, tres cuartos lugares y un quinto, y terminó sexto en la tabla general. También, Buurman corrió para Fortec en cuatro carreras de la Fórmula Renault 3.5 Series, obtuvo dos quintos puestos y un cuarto.
Al año siguiente Buurman compitió con Arden International en la GP2 Asia Series y en la GP2 Series. En el primero, logró un tercer puesto y dos quintos, de forma que finalizó noveno en el campeonato. Por otro lado, en la GP2 Series solo obtuvo un segundo puesto en la carrera corta de Magny-Cours, pero en las nueve carreras restantes, no sumó punto, por lo tanto fue reemplazado por Luca Filippi, de forma que Buurman terminó 20º en la tabla general. Por último, fue piloto regular de la Superleague Formula representando al PSV Eindhoven, donde consiguió una victoria en Nurburgring, tres podios y 10 resultados puntuables, de modo que ayudó a que el PSV culmine subcampeón por detrás del Beijing Guoan.
Buurman pasó a representar al R.S.C. Anderlecht en la Superleague Formula, consiguió una victoria en Jarama, un segundo lugar, dos cuartos y un quinto, para que el club belga termine cuarto en el campeonato. En 2010, defendió los colores de A. C. Milan, cosechó tres triunfos y nueve podios, pero una mala parte final de la temporada, lo relegó al club italiano al quinto puesto en el certamen. Volvió a representar al PSV en 2011, y obtuvo una victoria, dos podios y dos sextos puestos, de forma que el PSV terminó cuarto en el campeonato. Fue probador del equipo Force India en dicho año junto al portugués António Félix da Costa y el escoces Paul di Resta.
Aparte de su carrera en la Superleague Formula, disputó parcialmente las temporadas 2008/2009 y 2009/2010 de la GP2 Asia Series para Ocean Racing Technology, sin lograr resultados relevantes.
En 2011, Buurman debutó en el Campeonato FIA GT, al disputar la ronda final en Potrero de los Funes, con un Chevrolet Corvette C6. R del equipo Selleslagh, ganando las dos carreras.
Buurman se convirtió en piloto titular de Vitaphone en el Campeonato FIA GT en 2012 junto con Michael Bartels, cosechó cuatro victorias, dos segundos puestos, dos terceros, dos cuartos y dos quintos, de forma que terminaron quintos en el campeonato detrás de las duplas Marc Basseng - Markus Winkelhock, y Stef Dusseldorp - Frédéric Makowiecki. También, disputó en las 24 Horas de Le Mans y las 6 Horas de Paul Ricard con un Lola B12/80 de la clase LMP2, donde logró un tercer puesto en la última.
El equipo Marc VDS lo contrató a Buurman para conducir una BMW Z4 en la Blancpain Endurance Series en 2013, más precisamente en la Copa Pro, junto con Bas Leinders y Maxime Martin. El trío ganó una carrera, de forma que finalizaron cuartos en el certamen. Además, Buurman finalizó segundo en las 24 Horas de Nurburgring.

## Resultados

### GP2 Asia Series
(Clave) (negrita indica pole position) (cursiva indica vuelta rápida puntuable)

| Año     | Escudería               | 1    | 1    | 2    | 2    | 3    | 3    | 4    | 4    | 5    | 5    | 6    | 6    | Pos. | Puntos | Ref.  |
| ------- | ----------------------- | ---- | ---- | ---- | ---- | ---- | ---- | ---- | ---- | ---- | ---- | ---- | ---- | ---- | ------ | ----- |
| 2008    | Trust Team Arden        | YMC1 | YMC1 | SEN  | SEN  | KUA  | KUA  | SAK  | SAK  | YMC2 | YMC2 |      |      | 9.º  | 13     | [ 1 ] |
| 2008    | Trust Team Arden        |      |      |      |      | 6    | 5    | 9    | 8    | 3    | 5    |      |      | 9.º  | 13     | [ 1 ] |
| 2008-09 | Ocean Racing Technology | SHA  | SHA  | DUB  | DUB  | SAK1 | SAK1 | LOS  | LOS  | KUA  | KUA  | SAK2 | SAK2 | 19.º | 4      | [ 2 ] |
| 2008-09 | Ocean Racing Technology |      |      | Ret  | C    | Ret  | 13   | Ret  | DNS  | 5    | 11   |      |      | 19.º | 4      | [ 2 ] |
| 2009-10 | Ocean Racing Technology | YMC1 | YMC1 | YMC2 | YMC2 | SAK1 | SAK1 | SAK2 | SAK2 |      |      |      |      | 21.º | 0      | [ 3 ] |
| 2009-10 | Ocean Racing Technology |      |      |      |      | 12   | 10   | 13   | 7    |      |      |      |      | 21.º | 0      | [ 3 ] |

### GP2 Series
(Clave) (negrita indica pole position) (cursiva indica vuelta rápida puntuable)

| Año  | Escudería        | 1   | 1   | 2   | 2   | 3   | 3   | 4   | 4   | 5   | 5   | 6   | 6   | 7   | 7   | 8   | 8   | 9   | 9   | 10  | 10  | Pos. | Puntos | Ref.  |
| ---- | ---------------- | --- | --- | --- | --- | --- | --- | --- | --- | --- | --- | --- | --- | --- | --- | --- | --- | --- | --- | --- | --- | ---- | ------ | ----- |
| 2008 | Trust Team Arden | BAR | BAR | EST | EST | MON | MON | MAG | MAG | SIL | SIL | HOC | HOC | BUD | BUD | VAL | VAL | SPA | SPA | MNZ | MNZ | 20.º | 5      | [ 4 ] |
| 2008 | Trust Team Arden | Ret | 10  | 14  | Ret | 12  | 8   | 12  | 2   | 15  | 10  |     |     |     |     |     |     |     |     |     |     | 20.º | 5      | [ 4 ] |